# Hünenbett bei den Düvelskuhlen
Het Hünenbett bei den Düvelskuhlen (samen met het Großsteingrab bei den Düvelskuhlen ook wel Düvelskuhlen I en II of Sögel II en III genoemd) is een neolithisch bouwwerk met Sprockhoff-Nrn. 832. Het megalithisch bouwwerk werd gebouwd tussen 3500 en 2800 v.Chr. en wordt toegeschreven aan de Trechterbekercultuur.
Beide hunebedden liggen ten zuiden van Sögel en ten zuiden van de Düvelskuhlen in een bos bij de K127 (Sögeler Str.) in het Landkreis Emsland in Nedersaksen. Het is onderdeel van de Straße der Megalithkultur.
Ten zuiden van de twee megalithische bouwwerken liggen de Mansenberge. Dit is een van de grootste grafvelden met grafheuvels in het westen van Nedersaksen.

## Kenmerken
Bij dit zuidwest-noordoost georiënteerde bouwwerk gaat het niet, zoals bij het naastgelegen Großsteingrab bei den Düvelskuhlen, om een Emsländische Kammer, maar om een Hünenbett. Hünenbetten zijn in Emsland niet veelvoorkomend, je vindt ze alleen in Groß Berßen, Klein Stavern (Deymanns Mühle IV) en hier.
Het rechthoekige Hünenbett, waarvan nog 41 granietstenen zijn behouden, is 19 meter lang en 5,5 meter breed. De kamer is 6 meter lang en 3 meter breed. De kamer ligt bijna in het midden en had vier dekstenen. De zuidwestelijke deksteen mist. De notities van Sprockhoff uit 1926 gingen verloren. Een schets van de archeologe en prehistorica Elisabeth Schlicht (1914–1989) uit 1942 toont duidelijke afwijkingen met de huidige situatie.
Er zijn beitelsporen en boorgaten in meerdere stenen te zien.